# Мулык
Мулык — река в России, протекает в Селтинском районе Республики Удмуртия. Устье реки находится в 220 км по правому берегу реки Кильмезь. Длина реки составляет 19 км, площадь водосборного бассейна 88,1 км².
Исток реки в лесу к юго-востоку от села Валамаз и в 13 км к северу от села Селты. Река течёт на юго-восток по заболоченному лесу, протекает деревню Егоровцы. Впадает в Кильмезь выше посёлка Магистральный (до 2005 года — Арлеть).

## Данные водного реестра
По данным государственного водного реестра России относится к Камскому бассейновому округу, водохозяйственный участок реки — Вятка от водомерного поста посёлка городского типа Аркуль до города Вятские Поляны, речной подбассейн реки — Вятка. Речной бассейн реки — Кама.
По данным геоинформационной системы водохозяйственного районирования территории РФ, подготовленной Федеральным агентством водных ресурсов:
- Код водного объекта в государственном водном реестре — 10010300512111100038637
- Код по гидрологической изученности (ГИ) — 111103863
- Код бассейна — 10.01.03.005
- Номер тома по ГИ — 11
- Выпуск по ГИ — 1